# 在営年限
在営年限（ざいえいねんげん）は、兵営の中にあって、軍務に服する期間である。
以下、大日本帝国におけるそれについて述べる。
兵役法第5条に「現役兵は現役中之を在営せしむ」とあるから「現役期間」である。すなわち、陸軍では2年、海軍では3年が原則である。
もともと在営年限は必任義務兵制が採用されるとともに考えられ、もと陸軍では3年、海軍では4年であったが、日露戦争後、変遷を経て陸軍では2年、海軍では3年となった。

## 在営年限の短縮
兵役法第11条の規定による在営期間の短縮は、陸軍大臣または海軍大臣の定める検定に合格した者について行ない、短縮すべき期間は歩兵科の兵（戦車兵をのぞく）では6ヶ月、その他の陸軍兵（輜重兵、特務兵、陸軍衛生部の兵をのぞく）および海軍兵では当該兵種の本務に応じ60日以内とする。
前項規定の適用を受けない者の在営期間も軍事上妨げがなければ40日以内短縮することができる。軍事上妨げがないとして一般の入営期は現役の始期12月1日ではなく翌年1月10日である。現役中1年6月以内に教育を終了し得る兵種は輜重兵、特務兵および陸軍衛生部の兵であり、その在営期間は輜重兵、特務兵はおおむね2月、看護兵および磨工兵は1年6月、補助看護兵は3月である。
この他品行方正学術勤務の成績が優秀な者および定員に対し過剰となった者の在営期間短縮は主務大臣上裁を経て定める。1年帰休をすることができる兵はこの類であった。